# Stanley Praimnath
Stanley Praimnath (Guyana, 27 ottobre 1956)  è un sopravvissuto agli attacchi dell'11 settembre 2001.
Lavorava presso la Banca Fuji, all'81º piano della Torre Sud del World Trade Center di New York, ed è famoso soprattutto per essere una delle pochissime persone che riuscirono a salvarsi pur trovandosi più in alto rispetto al punto di impatto dell'aereo (dall'81º piano in su si salvarono solo quattro persone). Praimnath ha in seguito raccontato più volte la sua vicenda in libri, trasmissioni televisive e radiofoniche, scuole e istituzioni religiose.

## 11 settembre 2001

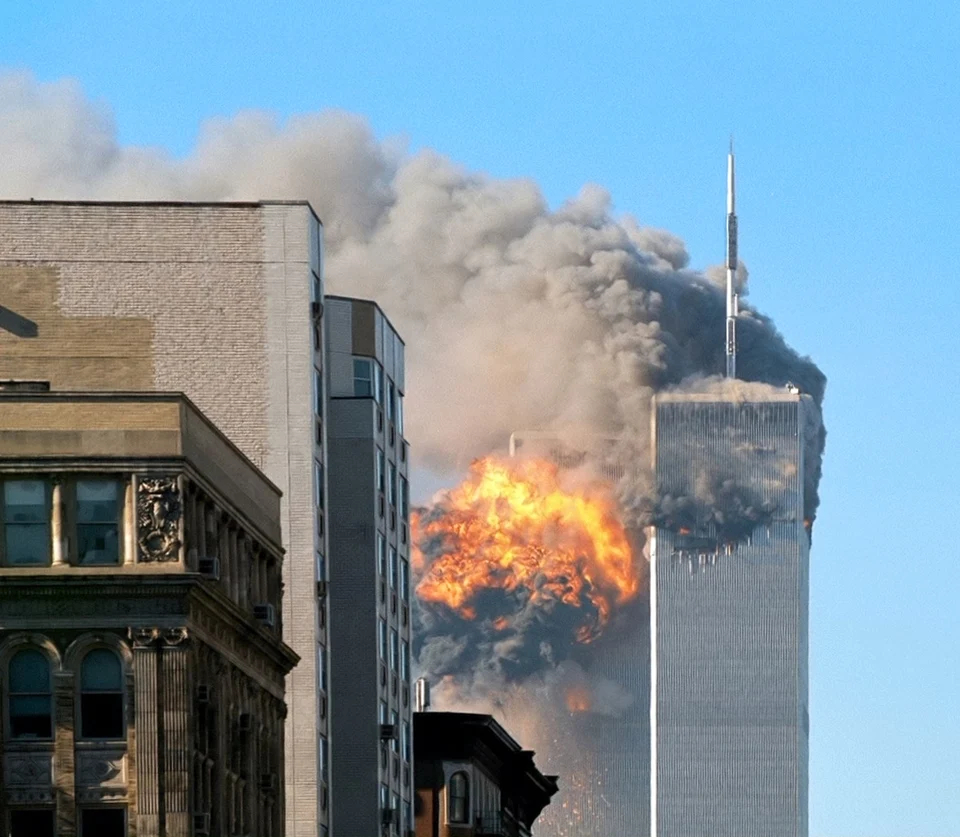
Il volo United Airlines 175 si schianta contro la Torre Sud

### Prima dell'impatto
Quando, alle 8:46 dell'11 settembre 2001, il volo American Airlines 11 si schiantò sulla Torre Nord a fianco a quella dove lui lavorava, Praimnath era già in ufficio. Uscì immediatamente, considerando ovvio che si dovesse evacuare l'edificio, e in pochi minuti lui e altri dipendenti della banca furono al pianterreno. Lì vennero però convinti dagli addetti alla sicurezza a tornare ai loro uffici, con l'argomentazione che l'emergenza riguardava solo l'altro edificio e non c'era motivo di evacuarli entrambi.
Praimnath ritornò allora all'81º piano; quando rientrò in ufficio, alle 9:02, il telefono stava squillando: era una sua amica da Chicago che, avendo saputo dell'impatto del primo aereo, desiderava sue notizie. Praimnath la rassicurò dicendole che i problemi riguardavano esclusivamente l'altra torre, ma mentre le parlava, con la coda dell'occhio notò qualcosa di strano dalle finestre, che davano sulla baia di New York. Si girò per guardare, e vide il secondo aereo che stava per schiantarsi contro la sua torre: esso pareva dirigersi proprio verso la sua finestra. Fece appena in tempo a buttarsi sotto la scrivania e vi fu l'impatto. L'aereo si schiantò uno o due piani al di sotto del punto dov'era Praimnath; il soffitto crollò ma l'uomo, seppur ferito e ricoperto di detriti, rimase miracolosamente quasi illeso.

### Dopo l'impatto

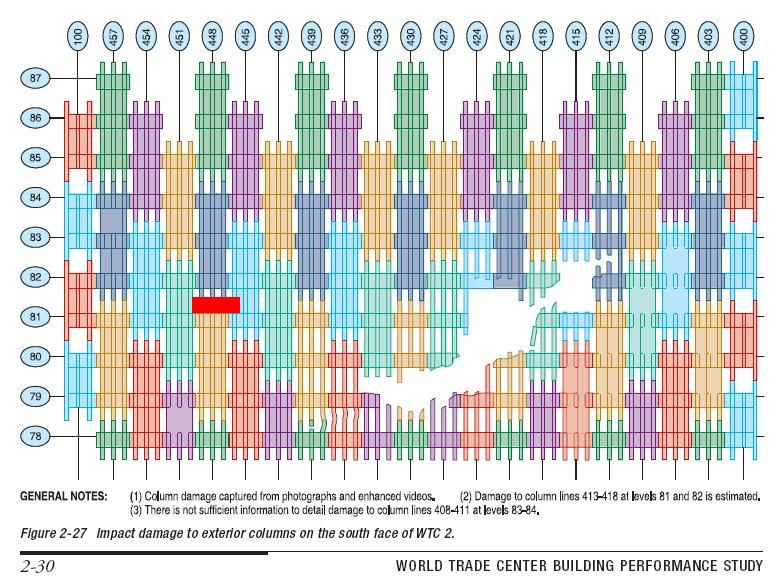
L'ubicazione dell'ufficio di Praimnath rispetto alla zona di impatto del volo 175

Praimnath, in mezzo a fumo, cenere e macerie, uscì carponi dall'ufficio e percorse circa 40 metri fino alla tromba delle scale. Ebbe la sensazione che nessun altro sul suo piano fosse rimasto vivo. L'accesso alle scale era però bloccato dalle macerie, così Praimnath iniziò a urlare per cercare aiuto. In quel momento sulle scale c'era Brian Clark, un impiegato dell'Euro Brokers che lavorava all'84º piano e che era sceso di tre piani per verificare se le scale fossero praticabili, insieme a un gruppo di colleghi. Clark udì le urla di aiuto di Praimnath e, impugnando una torcia elettrica, si avvicinò per aiutarlo seguendo la sua voce, riuscendo infine a portarlo nella tromba delle scale.
Clark e il gruppo erano indecisi se tentare di scendere le scale (era necessario attraversare i piani interessati dall'impatto dell'aereo, cosa forse non possibile) o salire verso il tetto dell'edificio, sperando di essere soccorsi tramite elicotteri. Il gruppo alla fine decise per la salita sul tetto: del resto le scale erano invase dal fumo e una donna, lì incontrata, aveva affermato che nei piani più in basso il fumo si faceva troppo denso per poter proseguire. Praimnath e Clark, invece, pensarono che fosse il caso di verificare di persona se la via fosse davvero impraticabile, così decisero di scendere. Furono fortunati: il fumo non era in effetti insopportabile, inoltre quella era l'unica scala dell'edificio rimasta intatta dopo l'impatto dell'aereo, e che permettesse quindi di attraversare i piani colpiti dal velivolo, nonostante la presenza di detriti in alcuni punti. Man mano che scendevano, il fumo cominciò a diradarsi, sicché i due poterono percorrere le scale in maniera sempre più rapida, incontrando varie altre persone e aiutandone alcune, finché non uscirono fuori dall'edificio qualche minuto prima del crollo.
Una volta fuori, mentre camminavano a due isolati dalla torre da cui erano appena usciti, Praimnath, fermandosi a guardare l'edificio e vedendolo in pessime condizioni, si domandò se non rischiasse di cedere. Clark stava per rispondere "Sono strutture d'acciaio, non è possibile...", quando il grattacielo cominciò a crollare alle ore 9:59. I due, per sfuggire alla nube di fumo e polvere, corsero verso sud e trovarono riparo all'interno dell'atrio del numero 42 di Broadway, dopodiché si scambiarono i loro rispettivi biglietti da visita e si salutarono. Praimnath andò a un ospedale per farsi medicare alcune ferite riportate, mentre Clark tornò a casa nel New Jersey. I due, che non si conoscevano prima degli attacchi, divennero grandi amici e sono in seguito apparsi insieme numerose volte in trasmissioni televisive e documentari, per raccontare la loro storia.

### Esplicative
1. ↑  All'80º piano si salvarono altre quattordici persone.
2. ↑  Del gruppo di persone che tentarono di salire al tetto nessuno si salvò, ad eccezione di uno: Ron DiFrancesco. Il gruppo arrivò fino al 91º piano, ma lì trovò tutte le porte verso il tetto chiuse a chiave. Essendo impossibile proseguire, molti pensarono che l'unica loro speranza fosse fermarsi e attendere eventuali soccorsi. DiFrancesco invece decise di scendere nuovamente e tentare la strada che era stata presa da Praimnath e Clark. In questo modo poté arrivare fino al pianterreno, ed uscì dalla torre appena prima che essa crollasse. Venne investito dai detriti dell'edificio, perse i sensi e si risvegliò quattro giorni dopo in ospedale. La quarta e ultima persona che si salvò fu Richard Fern: quando il secondo aereo colpì l'edificio, Fern stava salendo sull'ascensore all'84º piano. Venne sbattuto su una parete dell'abitacolo, che fu immediatamente invaso dalle fiamme. Fern riuscì a saltare fuori dall'ascensore e in seguito si salvò utilizzando le stesse scale degli altri sopravvissuti. (Cfr. Dwyer e Flynn, pp. 145-148, e  Robert Kolker, Stairwell A: The only way out, su nymag.com, New York, 27 agosto 2011.)

### Bibliografiche
1. 1 2 3  (EN) Robert Kolker, Stairwell A - The only way out, su nymag.com, New York, 27 agosto 2011. URL consultato il 17 settembre 2024.
2. ↑  Dwyer e Flynn, p. 319.
3. ↑  Dwyer e Flynn, pp. 100-102.
4. ↑  Dwyer e Flynn, pp. 137-139.
5. 1 2  Dwyer e Flynn, pp. 143-145.
6. 1 2  (EN) 9/11 stories: Stanley Praimnath and Brian Clark, su bbc.com. URL consultato il 17 settembre 2024.
7. 1 2  (EN) Christina Lopes, A miraculous descent, in CTV News, 6 settembre 2002. URL consultato il 17 settembre 2024 (archiviato dall'url originale il 9 agosto 2007).
8. ↑  Dwyer e Flynn, pp. 163-165.